# ロンドン・スコティッシュFC
ロンドン・スコッティッシュ・フットボールクラブ（英: London Scottish Football Club）は、イングランドのラグビーユニオンクラブである。RFUチャンピオンシップ（2部）に所属。

## 概要
イングランドのラグビー・フットボール・ユニオン（RFU）とスコットランドラグビー協会（SRU）の両方に所属。
ホームグラウンドはリッチモンドにあるアスレティック・グラウンドで、リッチモンドFCと共用している。

## 歴史

### 創設（1878年）
1878年初頭、セント・アンドリューズ・ローヴァーズFCと呼ばれるチームの3人のスコットランド人メンバーが、チームを脱退してスコットランド人のためのクラブを結成することを決断した。これらの男、George Grant、Neil Macglashan、Robert Arnotは彼らが送った回状に対して数多くの反響を受け取った。特にロンドン・スコティッシュ連隊はこの着想に非常に共感を寄せた。その後すぐ、1878年4月10日、ロンドン・スコティッシュFCが、ロンドン、Blackfriars、Water Laneにあるパブ、The Queen's Headで設立された。当初はBlackheath Common、後にサリーにあるリッチモンド・アスレティック・グラウンドでプレーした。

### 初期の歴史
ロンドン・スコティッシュはホームカントリーからの「エグザイルズ（異郷流民）」によって設立された初のラグビークラブである。「開かれた」クラブとなったのは1996年のことで、その他のエグザイルズクラブであるロンドン・アイリッシュとロンドン・ウェルシュより遅く、最後だった。
ロンドン・スコティッシュは1974年にRFUクラブ競技会決勝に進出したが、前回チャンピオンのコヴェントリーに26対6で敗れた。
クラブはミドルセックスセブンズ大会の常連であり、1937年、1960年、1961年、1962年、1963年、1965年、1991年に優勝した。メルローズセブンズでは1962年、1965年、2019年の3回優勝している。

### プロ時代（1996年-現在）
クラブは1996年にプロ化した。Tony Tiarksが1996年にクラブを50万ポンドで買収した。
1998年の夏、クラブはプレーオフを勝ち抜き最上位ディビジョンに昇格した。Tiarksはハーレクインズとロンドン・ブロンコズとのトゥープ・メモリアル・グラウンドの不幸をもたらした共用を断行した。
1998-99シーズンはクラブがプレミアシップ（イングランド1部）でプレーした唯一のシーズンとなった。チームは限られた資源にもかかわらず、14クラブ中12位でシーズンを終えて降格を免れた。
1998-99シーズンの途中で、Tiarksは幻滅し、クラブのプレミアシップでの立場を2部のブリストルへ売却することを検討した。Tiarksは1999年の夏に去った。プロクラブのロンドン・スコティッシュ・ラグビーは1999年に会社管理手続きに入り、こちらも管理手続きに入っていたリッチモンドと共に名目上ロンドン・アイリッシュに合併された。
元々のアマチュアクラブは、RFUによって9段階降格してイングランドの最下位ディビジョンに再加入した。クラブは10シーズンかけて7段階上のRFUチャンピオンシップ（2部）に昇格した（2011-12シーズン）。
2012-13シーズン中に、クラブはフルタイムのプロクラブへと転向した。これによって、クラブのセミプロ選手の多くが離れ、新しいコーチが招聘された。

### セブンズ
ロンドン・スコティッシュはラグビーセブンズの大いなる主導者であり、これまでにメルローズセブンズ（3回）、ミドルセックスセブンズ（7回）、ロズリンパーク・ロンドンFloodlitセブンズ（7回）で優勝を果たした。

## タイトル

### ロンドン・スコティッシュ
- メルローズセブンズ 優勝: 1962, 1965, 2019[4]
- ホイクセブンズ 優勝: 1965[5]
- ケルソセブンズ 優勝: 1991[6]
- Ross Sutherlandセブンズ 優勝: 1990[7]
- Glasgow Academicalsセブンズ 優勝: 1979, 1989[8]
- Haig Trophyセブンズ 優勝: 1980[9]
- Stirlingセブンズ 優勝: 1988[10]
- ミドルセックスセブンズ 優勝: 1937, 1960, 1961, 1962, 1963, 1965, 1991
- カーリッジリーグ・ディビジョン3（3部）優勝: 1989-90
- カーリッジリーグ・ナショナルディビジョン2（2部）優勝: 1991-92
- ロンドン・ディビジョン4ノースウェスト（8部）優勝: 2001-02
- ロンドン・ディビジョン3ノースウェスト（7部）優勝: 2002-03
- ロンドン・ディビジョン2ノース（6部）優勝: 2003-04
- ロンドン・ディビジョン1（5部）優勝: 2006-07
- ナショナルリーグ3サウス（4部）優勝: 2008-09[11]
- ナショナルリーグ1（3部）優勝: 2010-11

### ロンドン・スコティッシュ・ライオンズ（アマチュアチーム）
- ハーツ/ミドルセックス2（10部）優勝: 2018-19